# Engelepogon ravus
Engelepogon ravus là một loài ruồi trong họ Asilidae. Engelepogon ravus được Loew miêu tả năm 1871.